# George Rennie
George Haddow Rennie (Newcastle, Nova Brunswick, 10 de març de 1883 - New Westminster, Colúmbia Britànica, 13 de desembre de 1966) va ser un jugador de Lacrosse canadenc que va competir a principis del segle xx. El 1908 va prendre part en els Jocs Olímpics de Londres, on guanyà la medalla d'or en la competició per equips de Lacrosse, com a membre de l'equip canadenc.